# 1,1,3,3-Tetramethyl-1,3-divinyldisiloxan
1,1,3,3-Tetramethyl-1,3-divinyldisiloxan ist eine chemische Verbindung aus der Gruppe der Siloxane.

## Gewinnung und Darstellung
1,1,3,3-Tetramethyl-1,3-divinyldisiloxan kann durch Reaktion von Vinyldimethylethoxysilan mit Salzsäure in Aceton gewonnen werden.

## Eigenschaften
1,1,3,3-Tetramethyl-1,3-divinyldisiloxan ist eine leicht entzündbare, farblose Flüssigkeit, die praktisch unlöslich in Wasser ist. Sie hydrolysiert langsam in Wasser.

## Verwendung
1,1,3,3-Tetramethyl-1,3-divinyldisiloxan wird als Ligand zur Bildung von Metall-Präkatalysatoren, als Vorläufer bei silylativen Kupplungen und als Vinylierungsreagenz bei Hiyama-Kreuzkupplungen verwendet. Es wird auch bei Copolymerisationsreaktionen mit aromatischen Ketonen eingesetzt. Es wird auch zur Herstellung des Karstedt-Katalysators für die Hydrosilylierung verwendet.

## Sicherheitshinweise
Die Dämpfe von 1,1,3,3-Tetramethyl-1,3-divinyldisiloxan können mit Luft ein explosionsfähiges Gemisch (Flammpunkt 21,7 °C) bilden.

## Externe Links zu erwähnten Verbindungen
1. ↑  Externe Identifikatoren von bzw. Datenbank-Links zu Vinyldimethylethoxysilan:  CAS-Nr.: 5356-83-2, EG-Nr.: 226-341-7, ECHA-InfoCard: 100.023.946, PubChem: 79315, Wikidata: Q72471542.